# Einar Norelius
Einar Vilhelm Gottfrid Engelbert Norelius, född 20 juli 1900 i Falun, död 14 juli 1985 i Bjursås, var en svensk målare, tecknare, illustratör och sagoförfattare. Han är kanske mest känd för sagan Petter och hans fyra getter samt som tecknare till Gösta Knutssons Pelle Svanslös. 

## Biografi

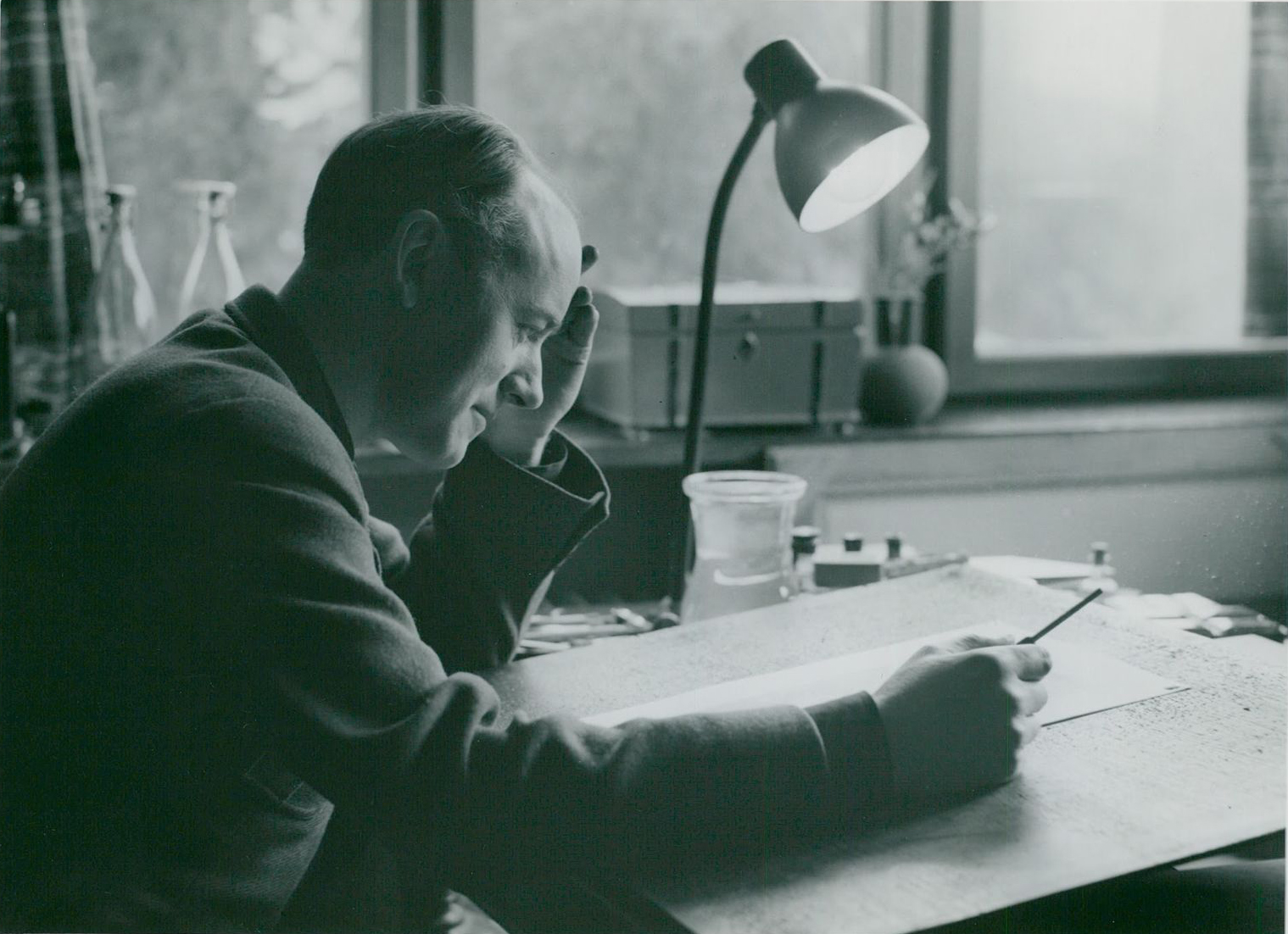
Norelius vid sitt arbetsbord 1939.

Einar Norelius illustrerade i 53 år den årligen utkommande sagosamlingen Bland tomtar och troll. Överlag var hans motiv av sagokaraktär och han kunde måla av stubbar så att de såg ut som troll och bergsknallar så att de såg ut som jättar. En pedagogisk illustration om hur man före utomhusbelysningens tillkomst trodde sig kunna se mytologiska väsen och varelser i skog och mark. 
Einar Norelius tecknade, på manus från Gösta Knutsson, en serieversion av barnboksfiguren Pelle Svanslös i tidningen Folket i Bild. Serien var en dagspresserie men gavs även ut av Folket i Bild som julböcker 1944–1961.
Han tecknade också den egna serien Jumbo i djungeln, om elefanten Jumbo. Jumbo i djungeln publicerades först i Svenska Dagbladet från 1938, och sedermera i tidningen Tuff och Tuss under femtiotalet. Mellan åren 1939 och 1949 gjorde han tuschteckningarna till Svenska sagor och Svenska Folkböcker. Han illustrerade även Thomas Funcks Kalle Stropp-böcker.
År 1939 gjorde Einar Norelius den animerade kortfilmen Nils Holgerssons underbara resa efter Selma Lagerlöfs roman Nils Holgerssons underbara resa genom Sverige. Filmen tecknades av Olle Nordberg.
Han satt i KRO:s styrelse och var från 1935 den förste ordföranden i Svenska tecknare.